# Techno 293
La Techno 293 è uno sviluppo della classe Aloha ed è principalmente usata per la classe di windsurf giovanile. La classe è riconosciuta dalla Federazione Internazionale della Vela. Il design è stato scelto per essere usato nei Giochi Olimpici Giovanili. Viene normalmente utilizzato come passaggio precedente alla ex classe olimpica RS: X.

## Eventi

### Campionati del Mondo
Il Campionato del Mondo di Techno 293 è tenuto annualmente dal 2006.

### Open Under 17
| 2006 Marsala, Sicilia (ITA) | Guido Carli (ITA) | Alistair Masters (GBR) | Damien ROUSSEL (FRA) |

### Open Under 15
| 2006 Marsala, Sicilia (ITA) | Davide La Vela (ITA) | Adrian JIMENEZ TUR (ESP) | Guy RAYMOND (ISR) |

### Uomini Under 17
| 2007 Formentera    | Alistair Masters (GBR)      | Pawel Tarnowski (POL)      | Mateusz Hoppe (POL)     |
| 2008 Sopot         | Pawel Tarnowski (POL)       | Sam Sills (GBR)            | Omer Sofer (ISR)        |
| 2009 Portland      | Sam Sills (GBR)             | Mateo Sanz (ESP)           | Louis Giard (FRA)       |
| 2010 Martigues     | Gael Cousin (FRA)           | Maxime Labat (FRA)         | Cheng Chun Leung (HKG)  |
| 2011 San Francisco | Kieran Martin (GBR)         | Adam Purcell (GBR)         | Bell Baz (ISR)          |
| 2012 Medemblik     | Antonio Bonet (ESP)         | Tomer Blum (ISR)           | Michele Cittadini (ITA) |
| 2013 Sopot         | Ofek Elmeleh (ISR)          | Rafeek Kikabhoy (HKG)      | Mikita Tsirkun (BLR)    |
| 2014 Brest         | Carlo Ciabatti (ITA)        | Tom Monnet (FRA)           | Yoav Cohen (ISR)        |
| 2015               | Yoav Cohen (ISR)            | Tom Arnoux (FRA)           | Fernando Lamadrid (ESP) |
| 2016               | Tom Garandeau (FRA)         | Leonidas Tsortanidis (GRC) | Fabien Pianazza (FRA)   |
| 2017               | Roi Hillel (ISR)            | Amit Gan (ISR)             | Eyal Zror (ISR)         |
| 2018 Liepāja       | Daniel Basik-Tashtash (ISR) | Nir Leshed (ISR)           | Finn Hawkins (GBR)      |
| 2019 Puerto Sherry | Tal Basik-Tashtash (ISR)    | Adir Twill (ISR)           | Ido Pomerantz (ISR)     |

### Uomini Under 15
| 2007 Formentera    | Sam Sills (GBR)             | Marcin Urbanowicz (POL)  | Adrián Jiménez (ESP)     |
| 2008 Sopot         | Martin Olmeta (FRA)         | Jack Plummer (GBR)       | Kieran Martin (GBR)      |
| 2009 Portland      | Kieran Martin (GBR)         | Albert Chaillot (FRA)    | Adam Purcell (GBR)       |
| 2010 Martigues     | Andrey Zagaynov (RUS)       | Tomer Blum (ISR)         | Michele Cittadini (ITA)  |
| 2011 San Francisco | Mattia Onali (ITA)          | Artem Javadav (BLR)      | Mikita Tsirkun (BLR)     |
| 2012 Medemblik     | Tom Monnet (FRA)            | Antonino Cangemi (ITA)   | Francisco Saubidet (ARG) |
| 2013 Sopot         | Yoav Cohen (ISR)            | Tom Monnet (FRA)         | Tom Arnoux (FRA)         |
| 2014 Brest         | Tom Arnoux (FRA)            | Lior Kamil (ISR)         | Itai Kafri (ISR)         |
| 2015               | Leonidas Tsortanidis (GRC)  | Yun Pouliquen (FRA)      | Fabien Pianazza (FRA)    |
| 2016               | Mathis Ghio (FRA)           | Eyal Zror (ISR)          | Finn Hawkins (GBR)       |
| 2017               | Daniel Basik-Tashtash (ISR) | Jules Chantrel (FRA)     | Gaspard Carfantan (FRA)  |
| 2018 Liepāja       | Alessandro Graciotti (ITA)  | Tal Basik-Tashtash (ISR) | Ram Zerach (ISR)         |
| 2019 Puerto Sherry | Daniel Halperin (ISR)       | Federico Pilloni (ITA)   | Victor Gaubert (FRA)     |

### Donne Under 17
| 2007 Formentera    | Hélène Noesmoen (FRA)    | Leonore Bosch (FRA)    | Sybille Bosch (FRA)      |
| 2008 Sopot         | Hélène Noesmoen (FRA)    | Izzy Hamilton (GBR)    | Ofir Halevy (ISR)        |
| 2009 Portland      | Veronica Fanciulli (ITA) | Clidane Humeau (FRA)   | Hadas Zaga (ISR)         |
| 2010 Martigues     | Naomi Cohen (ISR)        | Atar Yuval (ISR)       | Veronica Fanciulli (ITA) |
| 2011 San Francisco | Saskia Sills (GBR)       | Marion Lepert (USA)    | Imogen Sills (GBR)       |
| 2012 Medemblik     | Marta Maggetti (ITA)     | Hadar Heller (ISR)     | Elena Vacca (ITA)        |
| 2013 Sopot         | Stefaniya Elfutina (RUS) | Ching Ma Kwan (HKG)    | Emma Wilson (GBR)        |
| 2014 Brest         | Lucie Pianazza (FRA)     | Katy Spychakov (ISR)   | Mariam Sekhposyan (RUS)  |
| 2015               | Katy Spychakov (ISR)     | Giorgia Speciale (ITA) | Enrica Schirru (ITA)     |
| 2016               | Giorgia Speciale (ITA)   | Enrica Schirru (ITA)   | Aikaterini Divari (GRC)  |
| 2017               | Linoy Geva (ISR)         | Maya Ashkenazi (ISR)   | Enora Tanne (FRA)        |
| 2018 Liepāja       | Naama Greenberg (ISR)    | Daniela Peleg (ISR)    | Sharon Kantor (ISR)      |
| 2019 Puerto Sherry | Jade Bruche (FRA)        | Mika Kafri (ISR)       | Naiara Fernández (ESP)   |

### Donne Under 15
| 2007 Formentera    | Caterina Farchione (ITA) | Shani Rottenberg (ISR)   | Lara Lagoa (ESP)        |
| 2008 Sopot         | Catherine Fogli (ITA)    | Veronica Fanciulli (ITA) | Lara Lagoa (ESP)        |
| 2009 Portland      | Saskia Sills (GBR)       | Imogen Sills (GBR)       | Marta Maggetti (ITA)    |
| 2010 Martigues     | Marta Maggetti (ITA)     | Emma Labourne (GBR)      | Hadar Heller (ISR)      |
| 2011 San Francisco | Emma Wilson (GBR)        | Shai Blank (ISR)         | Emily Hall (GBR)        |
| 2012 Medemblik     | Lucine Bossard (ITA)     | Giorgia Speciale (ITA)   | Giulia Alagna (ITA)     |
| 2013 Sopot         | Giorgia Speciale (ITA)   | Katy Spychakov (ISR)     | Océane Mountaut (FRA)   |
| 2014 Brest         | Giorgia Speciale (ITA)   | Shira Benbenisti (ISR)   | Natalia Arapoglou (GRC) |
| 2015               | Heloise Macquaert (FRA)  | Enora Tanne (FRA)        | Dana Bekmuratova (RUS)  |
| 2016               | Mak Cheuk Wing (HKG)     | Mathilde Garandeau (FRA) | Linoy Geva (ISR)        |
| 2017               | Ella Benbenisti (ISR)    | Mak Cheuk-Wing (HKG)     | Yana Reznikova (RUS)    |
| 2018 Liepāja       | Mika Kafri (ISR)         | Amit Segev (ISR)         | Michal Slavin (ISR)     |
| 2019 Puerto Sherry | Tamar Steinberg (ISR)    | Danielle Ziv (ISR)       | Anna Igielska (POL)     |

### Youth Olympics
La classe è stata usata ai Giochi Olimpici Giovanili.